# Moivre (Fluss)
Die Moivre ist ein Fluss in Frankreich, der im Département Marne in der Region Grand Est verläuft. Sie entspringt auf dem Gebiet der gleichnamigen Gemeinde Moivre und entwässert generell in südwestlicher Richtung. Nach rund 23 Kilometern erreicht der Fluss bei Pogny das Tal der Marne, wo sich ursprünglich die natürliche Mündung als rechter Zufluss befunden hat. Im Zuge der Schiffbarmachung der Marne wurde in diesem Bereich der Canal latéral à la Marne (dt.: Marne-Seitenkanal) errichtet, der einen Teil der Wasserführung der Moivre aufnimmt. Der Rest wird in einem künstlichen Bachbett parallel zum Kanal weitere 12 Kilometer bis ins Stadtgebiet von Châlons-en-Champagne geführt, wo er schließlich in den Bach Mau eingeleitet wird. Dieser dient der Wasserversorgung des örtlichen Hafenbeckens und mündet in die Marne.

## Orte am Fluss
- Moivre
- Saint-Jean-sur-Moivre
- Dampierre-sur-Moivre
- Francheville
- Pogny
- Saint-Germain-la-Ville
- Sarry
- Châlons-en-Champagne